# Grebbestads kyrka
Grebbestads kyrka är en kyrkobyggnad i Tanums församling i Göteborgs stift. Kyrkan ligger vid norra infarten till samhället Grebbestad i Tanums kommun.

## Kyrkobyggnaden
Kyrkan i nygotisk stil uppfördes i granit och invigdes 1892. Arkitekt var Adrian Crispin Peterson, som även har ritat Fjällbacka kyrka. Byggnaden består av ett rektangulärt långhus med nord-sydlig orientering. I söder finns en smalare, femsidig absid och i norr finns ett smalare torn med spetsgavlar och spira. Vapenhuset är inhyst i tornets bottenvåning.
Kyrkan restaurerades 1986.

## Inventarier
- Altaruppsatsen är från 1892 och målningen är en kpoia av Carl Johan Dyfvermans Krisus på korset.
- Joel Mila har 1965 utfört glasmosaiken i koret och även målningen där med motivet Jesus välsignar barnen.
- Dopfunten är tillverkad 1919 i ljusgrå granit. Funten är sjusidig med skulpterat skaft och består av två stycken. Ovanför hänger ett votivskepp.
- Predikstolens träskulpturer av apostlarna tillkom 1928.
- I tornet hänger två klockor som är gjutna 1891. Klockorna har inskriptioner.

### Orgel
En ny orgel tillverkad av Hammarbergs Orgelbyggeri AB med 30 stämmor invigdes 1988.

## Bilder

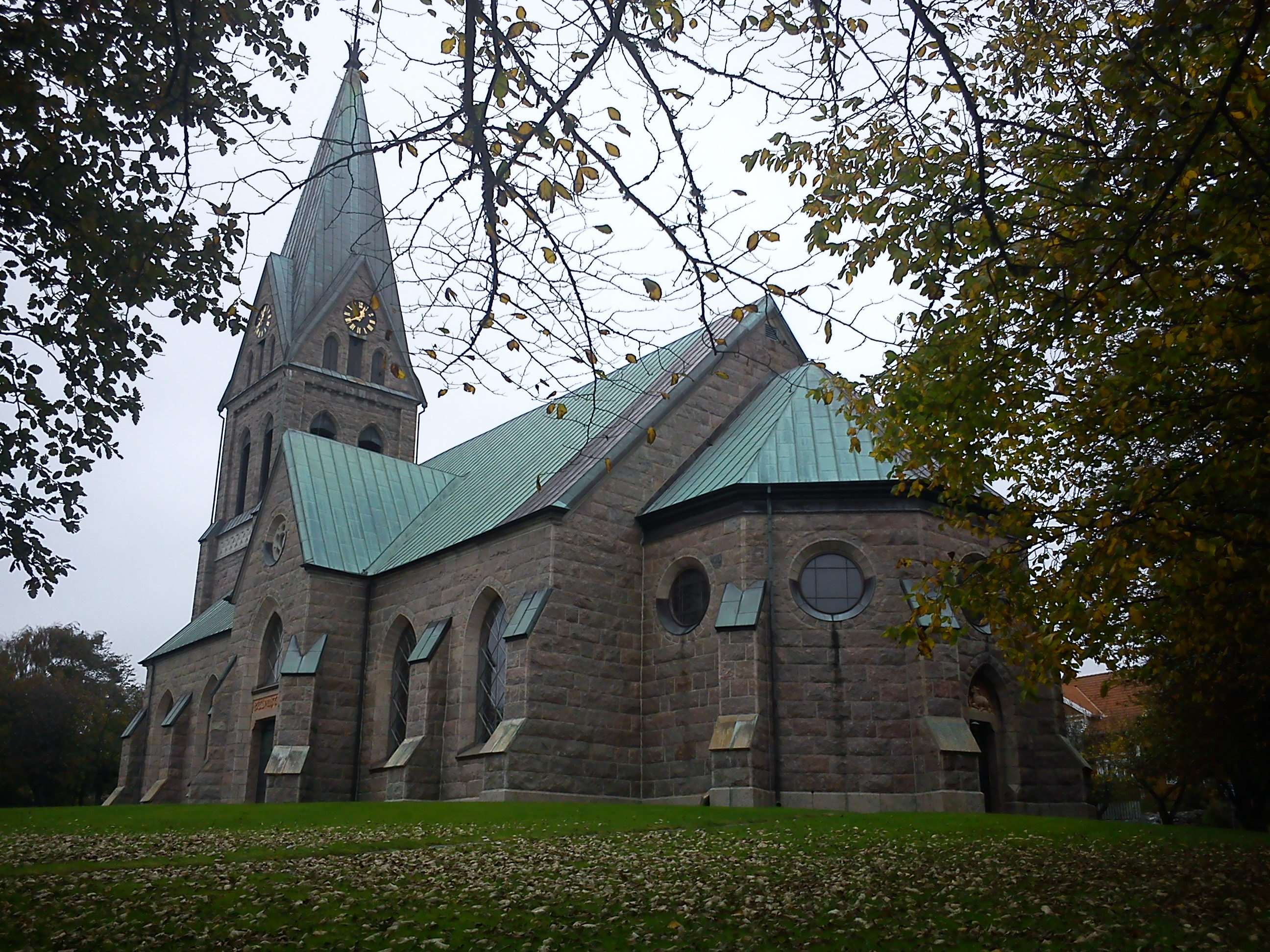
Exteriör från sydväst.
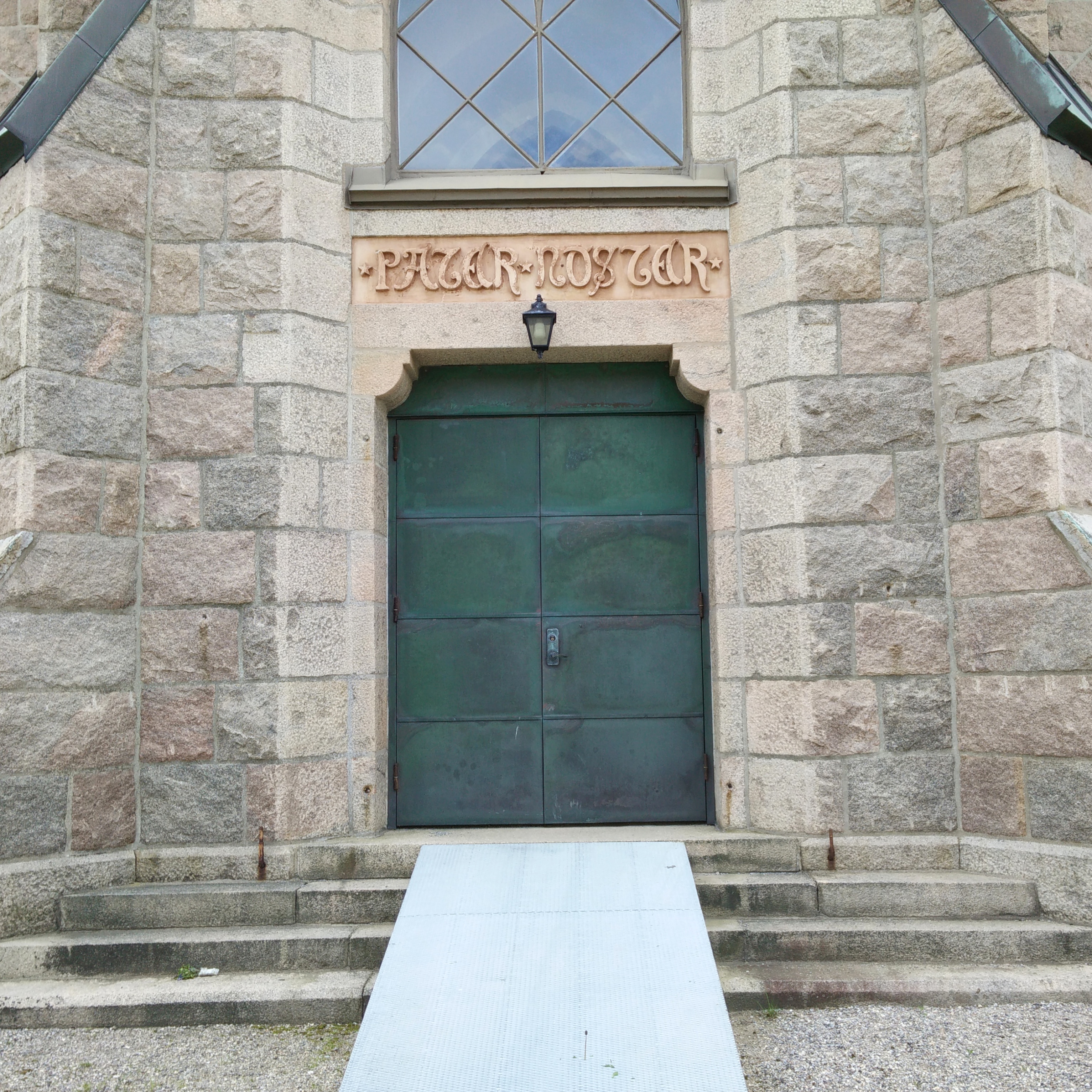
Sidoport med ramp.